# Fenbuconazol
Fenbuconazol ist ein Gemisch von zwei isomeren chemischen Verbindungen aus der Gruppe der Triazole und Nitrile.

## Gewinnung und Darstellung
Fenbuconazol kann beginnend mit einer Phenylethylierung von Phenylacetonitril z. B. durch 1-(2-Bromethyl)-4-chlorbenzol gewonnen werden. Eine zweite Alkylierung am gleichen Kohlenstoffatom mit Dibrommethan liefert eine Verbindung mit einer reaktiven Brommethyl-Gruppe. Fenbuconazol als eine Mischung von Enantiomeren kann dann durch nukleophile Substitution des Halogens durch Triazolylnatrium gewonnen werden.

## Stereochemie
Fenbuconazol weist ein Stereozentrum auf, bildet dementsprechend zwei Enantiomere. Verwendet wird ein 1:1-Gemisch (Racemat) aus den (S)- und (R)-Enantiomeren:
| Enantiomere von Fenbuconazol | Enantiomere von Fenbuconazol |
| ---------------------------- | ---------------------------- |
|                              |                              |

## Eigenschaften
Fenbuconazol ist ein weißer Feststoff, der unlöslich in Wasser ist. Die Verbindung ist stabil gegenüber Hydrolyse und Lichteinwirkung. Die Halbwertszeit in wässriger Suspension beträgt 3,4 Tage. Das technische Produkt besteht aus einer Mischung von Enantiomeren.

## Verwendung

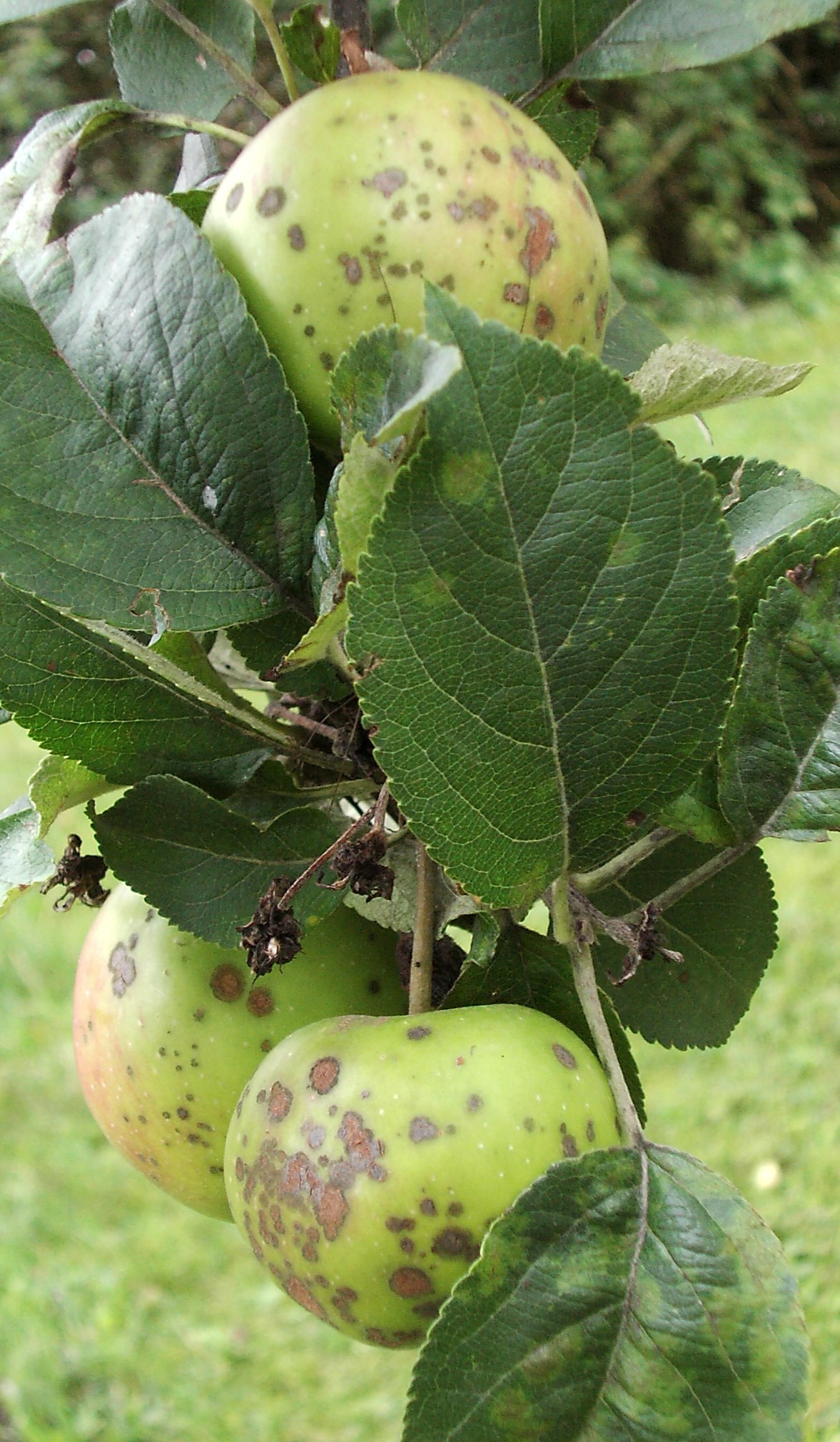
Apfelschorf (Venturia inaequalis)

Fenbuconazol ist ein Triazolfungizid zur Verwendung in Landwirtschaft und Gartenbau. Es wirkt gegen die Blattfleckenkrankheit, Gelbrost und Braunrost des Weizens, Mehltau und Netzfleckenkrankheit an Weizen und Gerste sowie Schorf und Mehltau an Äpfeln und Birnen.

## Zulassung
Die EU-Kommission beschloss 2008 nach Rücknahme des Zulassungsantrags, Fenbuconazol nicht in den Anhang I der Richtlinie 91/414/EWG aufzunehmen. Nach einem erneuten Antrag wurde die Substanz mit Wirkung zum 1. Mai 2011 für Anwendungen als Fungizid in die Liste der zulässigen Wirkstoffe von Pflanzenschutzmitteln aufgenommen.
In Deutschland, Österreich und der Schweiz ist kein Pflanzenschutzmittel-Produkt mit diesem Wirkstoff mehr zugelassen.

## Externe Links zu erwähnten Verbindungen
1. ↑  Externe Identifikatoren von bzw. Datenbank-Links zu 1-(2-Bromethyl)-4-chlorbenzol:  CAS-Nr.: 6529-53-9, EG-Nr.: 613-774-5, ECHA-InfoCard: 100.107.153, PubChem: 23029, Wikidata: Q72456368.
2. ↑  Externe Identifikatoren von bzw. Datenbank-Links zu Triazolylnatrium:  CAS-Nr.: 41253-21-8, EG-Nr.: 255-280-9, ECHA-InfoCard: 100.050.238, GESTIS: 142272, PubChem: 4649906, ChemSpider: 149053, Wikidata: Q27293703.